# Hieracium femsioense
Hieracium femsioense es una especie de planta con flor del género Hieracium, de la familia Asteraceae, orden Asterales.

## Distribución
Hieracium femsioense se distribuye por Suecia.

## Taxonomía
Fue descrita científicamente por Stenstr.
Tratamiento taxonómico
La especie aparece registrada y publicada en Bot. Tidsskr.